# Shake Shack

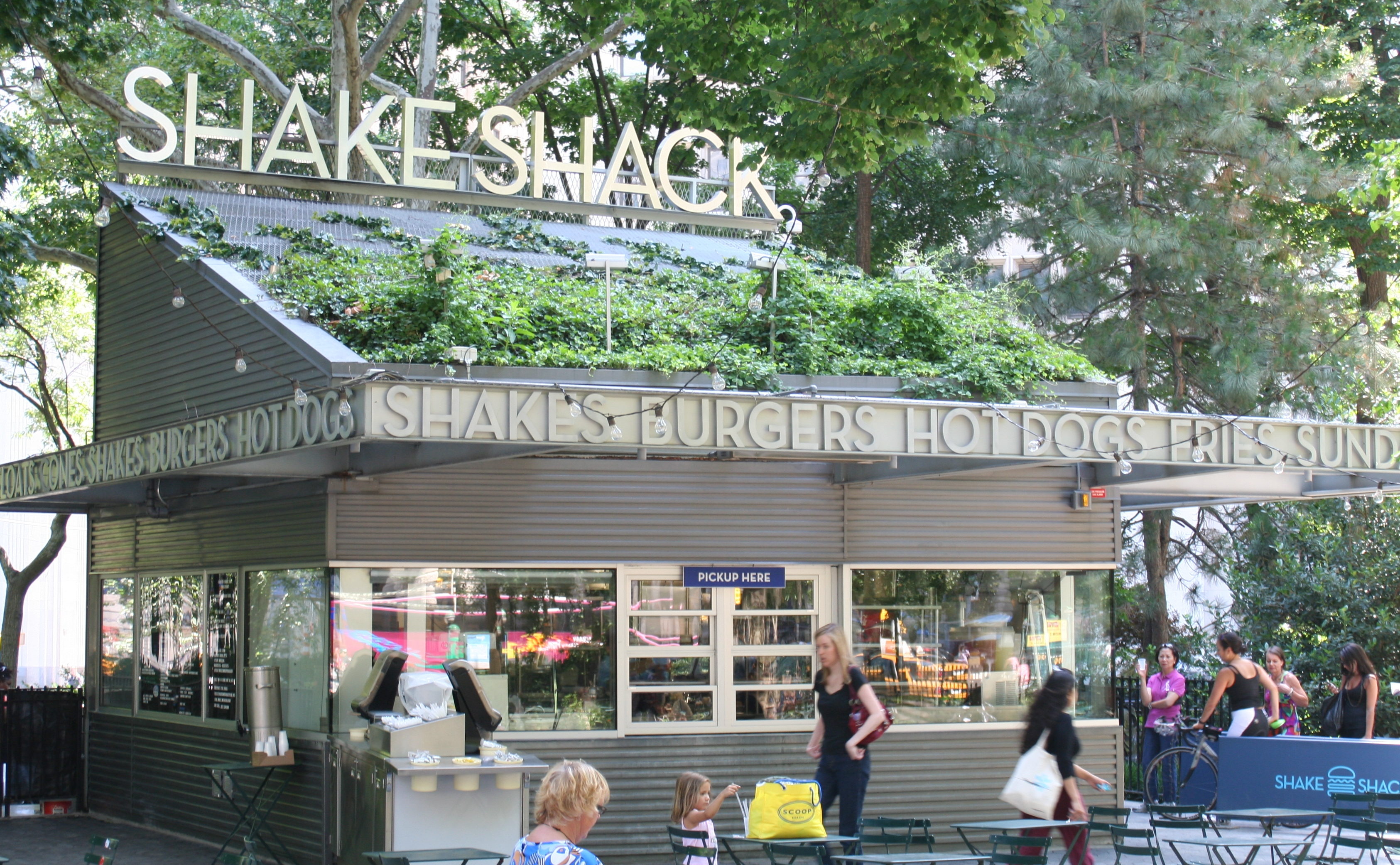
El primer Shake Shack, ubicado en Madison Square.

Shake Shack es una cadena de restaurantes de comida rápida estadounidense con sede en Nueva York. La cadena ofrece comida a base de hamburguesas, hot dogs, papas fritas y batidos. Los clientes pueden desayunar, almorzar o cenar allí. Shake Shack también ofrece comida para perros llamada "Pooch-ini" y "Bag O' Bones".

## Historia
La empresa tiene sus orígenes en el 2001, cuando un carrito de venta de hot dogs abrió al interior del parque Madison Square, en Flatiron District, Manhattan, cuya popularidad creció rápidamente.Era dirigido por el restaurador Danny Meyer y Union Square Hospitality Group,que opera varios restaurantes en el área alrededor del barrio de Union Square.
El primer restaurante Shake Shack abrió en julio de 2004 dentro del mismo parque, cuando recibieron un permiso para instalar un puesto permanente. El edificio fue diseñado por Sculpture in the Environment,  una firma de Bajo Manhattan.
Desde entonces, la cadena de comida rápida se fue expandiendo por el resto de Estados Unidos así también por el resto del mundo, en Europa y Asia. Londres es la ciudad europea con el mayor número de Shake Shacks, con un total de cuatro. 
La empresa se abrió a bolsa a fines de 2014. 